# Апостиль

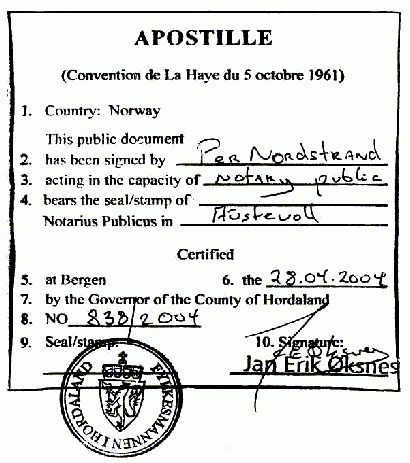
Норвежский апостиль

Апости́ль (фр. apostille) — международная стандартизированная форма заполнения сведений о законности документа для предъявления на территории государств и стран, признающих такую форму легализации.
Штамп «Апостиль» ставится на оригиналы и копии документов. Апостиль не требует иного заверения или легализации документа и признается официальными органами всех государств-участников Конвенции. Апостиль может не использоваться, если существуют правовые основания, отменяющие или упрощающие легализацию документа.

## Форма апостиля

Типовой апостиль на русском языке

Согласно Гаагской конвенции 1961 года, апостиль имеет форму квадрата со стороной не менее 9 сантиметров и должен соответствовать образцу, приложенному к Конвенции.
Текст апостиля должен содержать следующие реквизиты:
1. Наименование государства, выдавшего апостиль;
2. Фамилия лица, подписавшего удостоверяемый апостилем документ;
3. Должность лица, подписавшего удостоверяемый апостилем документ;
4. Наименование учреждения, печатью/штампом которого скреплён документ, удостоверяемый апостилем;
5. Название города, в котором проставлен апостиль;
6. Дата проставления апостиля;
7. Название органа, проставившего апостиль;
8. Номер апостиля;
9. Печать/штамп учреждения, проставившего апостиль;
10. Подпись должностного лица, проставившего апостиль.

Апостиль может быть составлен как на одном из официальных языков Конвенции (французский либо английский), так и на национальном языке государства, проставившего апостиль. На практике надписи на апостиле часто дублируются на двух языках (одном из языков Конвенции и национальном). Заголовок «Apostille (Convention de la Haye du 5 octobre 1961)» должен быть дан на французском языке. Согласно Конвенции, апостиль проставляется на самом документе или на отдельном листе, скрепляемом с документом.

На практике в различных государствах используются различные способы проставления апостилей:
резиновый штамп, клей, (разноцветные) ленты, сургучная печать, рельефная печать, самоклеящиеся стикеры и так далее, а также в качестве приложения к документу, что осуществляется при помощи клея, крепёжных колец, скрепок и так далее.
В Российской Федерации — России апостиль имеет чаще всего форму штампа, проставляемого на документ.
Хотя Конвенция и не предъявляет жёстких требований к форме апостиля, следует иметь в виду, что в некоторых случаях отступления от установленной формы в одном государстве могут повлечь непризнание документа, удостоверенного таким апостилем, в другом государстве. Например, Ульяновский областной суд отказался признавать доказательствами по делу об усыновлении ряд документов, удостоверенных апостилями в Германии, по причинам несоответствия этих апостилей форме, утверждённой Конвенцией.
В настоящее время[когда?]

 прорабатывается вопрос об использовании в международной практике электронных апостилей. В частности, система электронного апостилирования внедряется в таких государствах, как Андорра, Бельгия, Болгария, Грузия, Испания (Мурсийский регион), Колумбия, Молдова, Новая Зеландия, США (штаты Канзас, Род-Айленд), Украина.

## Проставление апостилей в России

### Органы, проставляющие апостиль

Апостиль, проставленный региональным управлением Росрегистрации

В Российской Федерации, являющейся участником Гаагской конвенции с 31 мая 1992 года, в настоящее время право проставления апостилей предоставлено следующим государственным органам:
- Генеральная прокуратура Российской Федерации[6][7];
- Министерство юстиции Российской Федерации (Минюст России) — проставляет апостили на официальные документы, подлежащие вывозу за границу[8], исходящие от федеральных органов государственной власти, физических и юридических лиц, за исключением случаев, предусмотренных законодательством Российской Федерации[9];
- Территориальные органы Министерства юстиции Российской Федерации — проставляют апостили на официальные документы, исходящие от территориальных органов федеральных органов государственной власти, органов государственной власти субъектов Российской Федерации, нотариусов, органов местного самоуправления, исполненные в субъектах Российской Федерации, на территории которых действуют соответствующие территориальные органы Минюста России, за исключением случаев, предусмотренных законодательством Российской Федерации[9];
- Министерство обороны Российской Федерации (Минобороны России) — проставляет апостили на документы о военной службе (работе) в Вооружённых Силах Российской Федерации, Вооружённых Силах Союза ССР и Объединённых Вооружённых Силах Содружества Независимых Государств, выдаваемых в Российской Федерации[10]
- Федеральная служба по надзору в сфере образования и науки (Рособрнадзор) проставляет апостили на документы государственного образца об образовании, об учёных степенях и учёных званиях[11][12];
- Федеральное архивное агентство России (Росархив) проставляет апостили на архивные справки, архивные выписки и копии архивных документов, подготовленные федеральными государственными архивами[13];
- уполномоченные органы исполнительной власти субъектов Российской Федерации в области архивного дела проставляют апостили на архивные справки, архивные выписки и копии архивных документов, исполненные по документам подведомственным им архивов[13];
- органы ЗАГС субъектов России проставляют апостили на официальные документы о государственной регистрации актов гражданского состояния[14].

Апостиль, проставленный Управлением ЗАГС

Правом проставления апостилей на документах, подлежащих вывозу за границу, наделены Генеральная прокуратура Российской Федерации и Министерство внутренних дел Российской Федерации, однако их компетенция в данной сфере не до конца ясна. Очевидно, имеет место правопреемство этих ведомств в отношении аналогичных функций Генеральной прокуратуры СССР и МВД СССР, которые были наделены правом проставления апостиля Постановлением Совета Министров СССР от 12 ноября 1990 г. № 1135.

### Электронный апостиль
Постановлением Правительства Российской Федерации от 20.03.2021 № 436 урегулирован порядок проставления апостиля в электронном виде.
Запрос о проставлении апостиля на вывозимых за рубеж российских официальных документах можно будет подать черед Единый портал госуслуг. Запрос надо будет подписать усиленной неквалифицированной электронной подписью. Компетентные органы при проверке документов будут взаимодействовать между собой с использованием СМЭВ. Апостиль в электронном виде проставят путем создания его электронной версии с двухмерным штрихкодом. По просьбе заявителя ему выдадут апостиль и в форме бумажного документа. Реестр апостилей также будут вести в электронном виде.
Постановление вступило в силу с 1 июля 2022 г.

### Госпошлина
В соответствии с подпунктом 48 пункта 1 ст. 333.33 Налогового кодекса России за проставление апостиля взимается государственная пошлина в размере 2 500 рублей за каждый документ. Кроме этого, уполномоченный орган, выдающий апостиль, имеет право взимать дополнительные сборы (например, за «срочность», за дополнительное обращение в архивы и так далее). При этом органы государственной власти и органы местного самоуправления, обращающиеся за проставлением апостиля, от уплаты государственной пошлины освобождаются (подпункт 10 пункта 1 ст. 333.35 НК России). Также не уплачивают государственную пошлину за проставление апостиля иные категории лиц, имеющие льготы, предусмотренные налоговым законодательством.

### Отказы в проставлении апостиля
Причины отказа в проставлении апостиля могут быть разными, например:
- целостность документа нарушена;
- заламинированный документ;
- в документе есть исправления;
- «нечитаемый» документ (со стертыми буквами или печатью);
- с пятнами, которые не дают возможности установить содержание;
- разночтения в данных фамилии, имени или отчества.

Почти все отказы в проставлении апостиля относятся больше к внешнему виду документа, нежели к его содержанию. Кроме последнего пункта с разночтением в данных. Это значит, что информация в документе не соответствует информации в записи архива ЗАГСа. При возникновении такой проблемы необходимо направиться в отдел ЗАГС по месту жительства. Документ вам менять не будут, так как исправления в оригинале в таком случае не предусмотрены. Изменения внесут в запись архива.

## Взаимное признание документов
С рядом государств Россия (самостоятельно или как правопреемница Союза ССР) заключила договоры о взаимном признании официальных документов. Это означает, что надлежащим образом оформленный на территории одной из сторон договора документ признаётся другим государством — стороной такого договора без каких-либо формальностей (нужен только заверенный перевод документа на государственный язык соответствующей страны). В отношениях с такими странами проставление на официальные документы апостиля не требуется.
Россия имеет такого рода договоры со следующими государствами:
- большинство государств СНГ[18] (Азербайджан, Армения, Беларусь, Казахстан, Кыргызстан, Молдова, Туркменистан, Таджикистан, Узбекистан)
- Албания
- Алжир
- Болгария
- Босния и Герцеговина
- Бразилия
- Венгрия
- Вьетнам
- Греция
- Грузия
- Испания[19]
- Китайская Народная Республика[20] (за исключением Гонконга и Макао)
- КНДР
- Куба
- Литва
- Монголия
- Панама
- Польша
- Румыния
- Северная Македония
- Словакия
- Словения
- Тунис
- Хорватия
- Чехия
- Бывшая Югославия (Сербия и Черногория)[21]
- Уругвай
- Украина
- Республика Кипр